# Ravan (Szibin)
Ravan falu Horvátországban, Bród-Szávamente megyében. Közigazgatásilag Szibinhez tartozik.

## Fekvése
Bródtól légvonalban 14, közúton 27 km-re, községközpontjától légvonalban 7, közúton 16 km-re északra, Szlavónia középső részén, a Dilj-hegység területén, a Gnojnica-patak völgyében fekszik.

## Története
Ravan a nevét onnan kapta, hogy a szomszédos hegyi települések között egy lapos területen fekszik. A település már a középkorban is létezett. 1422-ben „villa Rawan” alakban említik először, amikor Beriszlói Benedek fiainak birtoka volt. 1536-ban megszállta a török. A török uralom idején a vrčindoli plébániához tartozott. A ravani náhijét 1545-ben a bródi kádilukhoz tartozó közigazgatási egységként említik. A török uralom után Odvorci hajdútelepülés része lett. Odvorci a török kiűzése után keletkezett Boszniából, Likából és a horvát Bánságból telepített katolikus horvátok betelepülésével, de legnagyobb részük az Una menti Dvor vidékéről érkezett, ezért őket összefoglaló néven „odvorci”nak (Dvorból valók) hívták. Innen kapta aztán nevét Odvorci is. Nevének másik magyarázata szerint az itteni horvát menekültek a szibiniektől elkülönülten telepedtek le és ezért „odvojci”nak (elkülönült) nevezték őket. Az 1698-as kamarai összeírásban már „Odvorczy” néven hajdútelepülésként szerepel. A katonai közigazgatás megszervezése után a bródi határőrezredhez tartozott. 1779-ben megalapították az odvorci Szent Fülöp és Jakab plébániát, melyhez Ravan is tartozik.
Az első katonai felmérés térképén „Ravan” néven található. Lipszky János 1808-ban Budán kiadott repertóriumában „Ravan” néven szerepel. Nagy Lajos 1829-ben kiadott művében „Ravan” néven 38 házzal, 198 katolikus vallású lakossal találjuk. A katonai közigazgatás megszüntetése után 1871-ben Pozsega vármegyéhez csatolták.
A településnek 1857-ben 120, 1910-ben 175 lakosa volt. Pozsega vármegye Bródi járásának része volt. Az első világháború után 1918-ban az új szerb-horvát-szlovén állam, majd később (1929-ben) Jugoszlávia része lett. A második világháború után önálló település lett. 1991-től a független Horvátországhoz tartozik. 1991-ben lakosságának 96%-a horvát nemzetiségű volt. 2011-ben a településnek 161 lakosa volt.

## Lakossága
| Lakosság változása | Lakosság változása | Lakosság változása | Lakosság változása | Lakosság változása | Lakosság változása | Lakosság változása | Lakosság változása | Lakosság változása | Lakosság változása | Lakosság változása | Lakosság változása | Lakosság változása | Lakosság változása | Lakosság változása | Lakosság változása |
| ------------------ | ------------------ | ------------------ | ------------------ | ------------------ | ------------------ | ------------------ | ------------------ | ------------------ | ------------------ | ------------------ | ------------------ | ------------------ | ------------------ | ------------------ | ------------------ |
| 1857               | 1869               | 1880               | 1890               | 1900               | 1910               | 1921               | 1931               | 1948               | 1953               | 1961               | 1971               | 1981               | 1991               | 2001               | 2011               |
| 120                | 121                | 104                | 114                | 122                | 175                | 172                | 194                | 221                | 221                | 211                | 192                | 173                | 170                | 185                | 161                |

(1931-ig Odvorci településrészeként, 1948-tól önálló településként.)